# نادي أوس بالانتاس
نادي أوس بالانتاس لكرة القدم هو نادي كرة قدم من غينيا بيساو ويلعب في أعلى درجة في الدوري وهي بطولة غينيا بيساو الوطنية.

## البطولات
- بطولة غينيا بيساو الوطنية: 4

1975, 2006, 2009, 2013
- كأس سوبر غينيا بيساو: 1

2006

## المشاركات في البطولات الأفريقية
- دوري أبطال أفريقيا: 2 مشاركتين

2007 - الدور التمهيدي
2010 - الدور التمهيدي
- كأس أفريقيا للأندية البطلة: 1 مشاركة وحيدة

1976 - الدور الأول